# Cyclea aphylla
Cyclea aphylla är en tvåhjärtbladig växtart som beskrevs av François Gagnepain. Cyclea aphylla ingår i släktet Cyclea och familjen Menispermaceae. Inga underarter finns listade i Catalogue of Life.